# (73797) 1995 KD4
(73797) 1995 KD4 – planetoida z pasa głównego asteroid okrążająca Słońce w ciągu 5,13 lat w średniej odległości 2,97 j.a. Odkryta 26 maja 1995 roku.